# فرفیلد ایست
فرفیلد ایست (به انگلیسی: Fairfield East) یک حومه شهر در استرالیا است که در City of Fairfield واقع شده‌است.